# Marquesado de Vallgornera
El marquesado de Vallgornera es un título nobiliario español creado por el rey Carlos IV de España, mediante Real Decreto de 30 de septiembre de 1796 a favor de Ramón de Vallgornera Montagut Llunes y de Lentorn, gentilhombre de cámara de S. M., hijo de Antonio de Vallgornera Montagut Olim de Llunes y Bosch de Platraver, doncel de Barcelona, señor de Les Preses, Vilanova de La Muga, Massó, Rocacorba, Llers, Bellver, Santa Margarida de Bianya, Castillo de El Coll, Sagarriga, Satrilla, Cabanes y Montrós, casado en 1754 con Antonia de Lentorn y de Claresvalls, baronesa de Sant Miquel de Pera, señora de Rialp.
El linaje de los Vallgornera, originario del lugar del mismo nombre en Perelada (Alto Ampurdán) aparece documentado en el siglo XI con Jaime I de Vallgornera, señor del castillo de Vallgornera. De su estirpe muchos pasan a la conquista de Sicilia y fundan casa allí, como documenta el cronista real Ramon Muntaner. El biznieto del primer Jaime, Francisco de Vallgornera fue creado barón de Vicari y de Godrano el 28 de enero de 1338, por el rey Pedro II de Sicilia. Su sobrino Simón de Vallgornera obtuvo de los reyes Martín I y María de Sicilia, la baronía de Asaro y Caropepe, en 1397 y 1404, respectivamente. Juan Jerónimo de Vallgornera y de Ventimiglia, séptimo barón de Asaro y Caropepe, fue creado conde de Asaro por el rey Carlos I en 1543. Francisco de Vallgornera fue creado príncipe de Vallgornera por el rey Felipe IV en 1626. La rama siciliana, siglos más tarde, italianizaría la denominación a Valguarnera. La rama primogénita catalana se divide en Jaime IV de Vallgornera y de Fontconberta, antepasado de Manuel de Sentmenat-Oms de Santa Pau y de Lanuza, que fue creado en 1696 marqués de Castelldosrius y siguen hoy señores del castillo de Vallgornera. De su hermano, Pedro de Vallgornera y de Fontcoberta, desciende Ramon de Vallgorrnera-Montagut y de Lentorn, i marqués de Vallgornera.

## Denominación
Su nombre hace referencia al castillo de Vallgornera, en la provincia de Gerona.

## Marqueses de Vallgornera
|                           | Titular                                           | Periodo                   |
| Creación por el Carlos IV | Creación por el Carlos IV                         | Creación por el Carlos IV |
| ------------------------- | ------------------------------------------------- | ------------------------- |
| I                         | Ramón de Vallgornera Montagut Llunes y de Lentorn | 1796-                     |
| II                        | Alberto Felipe de Baldrich y de Veciana           |                           |
| III                       | María Antonia de Rubinat y de Baldrich            |                           |
| IV                        | Alberto de Balle y de Rubinat                     |                           |
| V                         | Eduardo de Balle y de Rubinat                     |                           |
| VI                        | Eduardo de Balle y de Nouvilas                    |                           |
| VII                       | Eduardo de Balle y Campassol                      |                           |
| VIII                      | Eduard de Balle y Comas                           | -actual titular           |

## Historia de los marqueses de Vallgornera
- Ramón de Vallgornera Montagut Llunes y de Lentorn, i marqués de Vallgornera.

Casó en primeras nupcias con María Josefa de Regás y de Saleta y en segundas nupcias con María Jacoba Clementina Macdonell y de Gondé. Falleció sin sucesión. Le sucedió su sobrino:
- Alberto Felipe de Baldrich y de Veciana, ii marqués de Vallgornera.

Casó en primeras nupcias con Ramona Osorio de Leiva, marquesa de Torremejía, y en segundas nupcias con María de la Concepción Ortiz de Sandoval y Arias de Saavedra, hija de los condes de Mejorada. Falleció sin sucesión. Le sucedió su sobrina materna:
- María Antonia de Rubinat y de Baldrich, iii marquesa de Vallgornera.

Casó con Ignacio María de Balle y de Cornejo, de Marimón y de Jaureguiondo. Le sucedió su hijo:
- Alberto de Balle y de Rubinat, iv marqués de Vallgornera.

Falleció sin sucesión. Le sucedió su hermano:
- Eduardo de Balle y de Rubinat, v marqués de Vallgornera.

Casó con María del Pilar de Nouvilas y Garrigolas. Le sucedió su hijo:
- Eduardo de Balle y de Nouvilas, vi marqués de Vallgornera.

Casó con María de los Dolores Campassol y de Peñasco. Le sucedió su hijo primogénito:
- Eduardo de Balle y Campassol, vii marqués de Vallgornera.

Casó con María de las Mercedes Comas y Trilla de Balaguer. Le sucedió su hijo:
- Eduard de Balle y Comas, viii marqués de Vallgornera.